# Музей музичних інструментів (Брюссель)
Музей музичних інструментів (нід. Muziekinstrumentenmuseum) в Брюсселі (прийняте скорочення MIM) — один з найбільших у світі музеїв музичних інструментів. Містить більше 8000 академічних, традиційних та народних інструментів. Є частиною державного музейного комплексу «Королівські музеї мистецтва та історії» (нід. Koninklijke Musea voor Kunst en Geschiedenis).
Іноді музей організовує тимчасові виставки та концерти впливових сучасних винахідників, таких як Франсуа і Бернар Башет, П'єр Бастіен, Юрій Ландман, Логос Фонд та інші.

## Історія
Утворений у 1877 році. Основу колекції склали подаровані королю Леопольду II індійські народні інструменти, колекція інструментів знаменитого бельгійського музикознавця Ж. Ф. Фетіса. У 1879—1924 незмінним куратором музею був інструментальний майстер і органолог В.-Ш. Маійон, він передав свою колекцію інструментів музею і склав п'ятитомний каталог MIM. Великий внесок у розвиток музею внесли видатний музикознавець Ф.-О.Геварт (організував серію концертів старовинної музики на «історичних» інструментах MIM), після Другої світової війни — медієвіст Роже Брагар (куратор 1957-68) та музикознавець Ніколя Меюс (куратор 1989-94).
Спочатку MIM розташовувався в стінах Брюссельської консерваторії. З 2000 постійна експозиція музею демонструється в історичній будівлі (в стилі ар-нуво, 1899) на вулиці Montagne de la Cour (Hofberg).